# Prosotas philiata
Prosotas philiata är en fjärilsart som beskrevs av Hans Fruhstorfer 1916. Prosotas philiata ingår i släktet Prosotas och familjen juvelvingar. Inga underarter finns listade i Catalogue of Life.